# Authevernes
Authevernes é uma comuna francesa na região administrativa da Normandia, no departamento de Eure. Estende-se por uma área de 8,27 km². Em 2010 a comuna tinha 425 habitantes (densidade: 51,4 hab./km²).